# تيد كرول
تيد كرول (بالإنجليزية: Ted Kroll)‏ هو لاعب غولف أمريكي، ولد في 4 أغسطس 1919 في نيو هارتفورد في الولايات المتحدة، وتوفي في 23 أبريل 2002 بسبب مرض باركنسون.

## وصلات خارجية
- تيد كرول على موقع رابطة لاعبي الغولف المحترفين (الإنجليزية)